# Panda Bear
Noah Benjamin Lennox (Baltimore (Maryland), 17 juli 1978), als soloartiest bekend onder de naam Panda Bear, is een muzikant en stichtend lid van de band Animal Collective.

## Jeugd
Lennox speelde piano tot hij acht jaar oud was, daarna cello en zong later in het koor van zijn school als tenor.

## Panda Bear en samenwerkingen
Lennox' debuutalbum Panda Bear kwam uit in 1999. Daarna volgden Young Prayer (2004) en het goed onthaalde Person Pitch in 2007. Het album Tomboy (2011) kon eveneens op bijval van critici rekenen. In 2015 werd zijn vijfde album uitgebracht, met de titel Panda Bear vs The Grim Reaper, waarvoor hij samenwerkte met Peter Kember van Spacemen 3.
Lennox speelt ook in de band Jane. Hij is te horen op het album Let The Blind Lead Those Who Can See But Cannot Feel (2007) van Atlas Sound en werkte samen Matt Mondanile (Real Estate) in diens soloproject Ducktails.
Lennox was ook op de plaat Random Access Memories van Daft Punk te horen. Hij speelde mee in het nummer "Doin' It Right".
- Bibliothèque nationale de France: cb16179980r (data)
- Gemeinsame Normdatei: 139995064
- International Standard Name Identifier: 0000 0000 7854 6549
- MusicBrainz: fd3c3f9f-a471-498e-ab3a-940ac20b6bbd
- Nationale Bibliotheek van Tsjechië: xx0112004
- Virtual International Authority File: 103313252
- WorldCat: E39PBJcBVDTT43DmYbPf34PqQq